# Queda do Constellation PP-PDE
A queda do Constellation PP-PDE foi um acidente aéreo de causas desconhecidas ocorrido nas proximidades de Manaus em 14 de dezembro de 1962.

## Aeronave
O Lockheed Constellation seria criado pelo engenheiro Clarence Johnson. O Constelation cnº 2047 foi fabricado em meados de 1945, na planta da Lockheed em Burbank, Califórnia. Foi adquirido pela Pan Am e voaria alguns anos nos Estados Unidos até ser repassado a Panair do Brasil.
No Brasil, a aeronave receberia o prefixo PP-PDE e seria batizada pela Panair de Bandeirante Estêvão Ribeiro Baião Parente.

## Acidente
Após decolar do aeroporto Santos Dumont na manhã do dia 13 de dezembro de 1962, o Constellation PP-PDE da Panair do Brasil faria escala em várias cidades até decolar de Belém para Manaus, destino final da viagem. Durante a aproximação final, na madrugada do dia 14, a tripulação solicitou a torre do Aeroporto da Ponta Pelada que ligasse as luzes de sinalização da pista. Depois de um breve contato com a torre, a aeronave desapareceu. Ao constatar o desaparecimento, foi acionado o Esquadrão Aeroterrestre de Salvamento (PARA-SAR) da FAB, que iniciaria buscas na região de Manaus. Os destroços do Constellation PP-PDE seriam localizados por um avião do PARA-SAR às 10h do dia 15, nas proximidades de Rio Preto da Eva, cerca de 30 km de Manaus. Por conta de o local ser de difícil acesso e parte do bojo da aeronave ter sido encontrada intacta, houve uma expectativa de serem encontrados sobreviventes. Uma equipe terrestre composta por médicos, engenheiros, funcionários da Panair, Petrobras e soldados seria destacada para a selva, atingindo o local dos destroços apenas no dia 20. Não seriam encontrados sobreviventes entre os 44 passageiros e 6 tripulantes  do Constellation PP-PDE.

## Consequências
Apesar de terem sido aventadas diversas hipóteses que explicassem a queda da aeronave (como falha mecânica, voo controlado contra o solo, etc), nunca seria determinada a causa do acidente com o Constellation PP-PDE. Esse seria o último acidente envolvendo uma aeronave da Panair do Brasil. Poucos anos depois a empresa seria fechada pelo regime militar e suas rotas seriam repassadas à Varig enquanto que as aeronaves, redistribuídas às demais companhias aéreas ou sucateadas.